# Kirche Gestorf

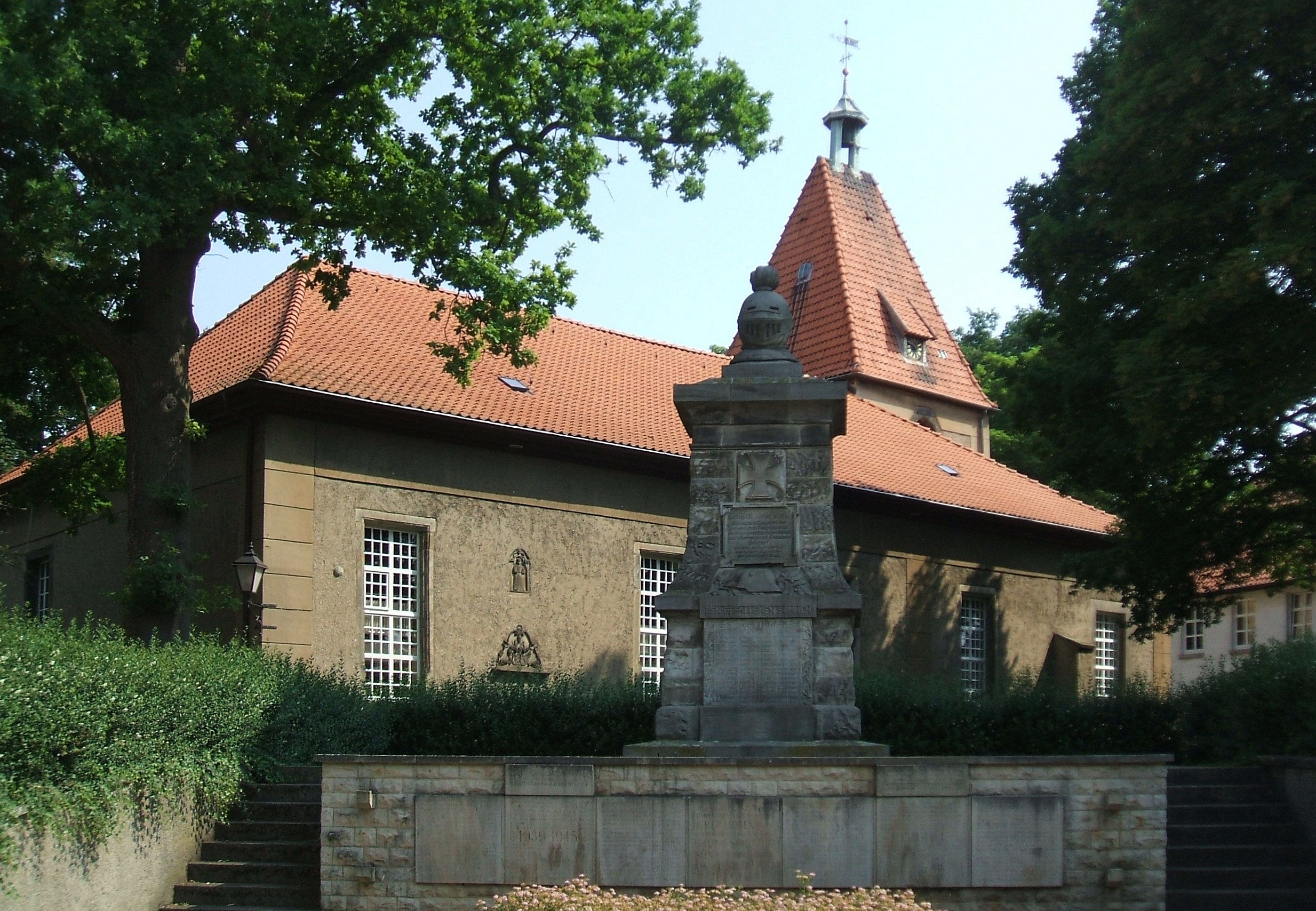
Kirche Gestorf

Die evangelisch-lutherische, denkmalgeschützte Kirche Gestorf steht in Gestorf, einem Ortsteil der Stadt Springe in der Region Hannover von Niedersachsen. Die Kirchengemeinde gehört zum Kirchenkreis Laatzen-Springe der Evangelisch-lutherischen Landeskirche Hannovers.

## Beschreibung
Um 1100 wurde eine romanische Kapelle im Rittergut der Familie von Ilten errichtet, in der um 1180 ein steinernes Gewölbe eingebaut wurde. Um 1350 wurde eine Sakristei angebaut, die 1834 abgebrochen wurde. Der Kirchturm wurde als Chorturm über dem Chor im Osten errichtet, da im Westen bis 1661 noch ein alter Bergfried stand. 1640 wurde die Kirche neu gebaut, 1653 wurde das Langhaus nach Süden auf die doppelte Breite vergrößert und 1773 um zwei Joche nach Westen verlängert. Ferner wurde eine an den Chorturm fluchtende Sakristei angebaut. Die Kirche wurde in dieser Zeit barock umgebaut. Das Langhaus ist mit einem Walmdach bedeckt. Auf dem steilen Walmdach des Turms sitzt ein offener Dachreiter, in dem eine Schlagglocke hängt. Im Glockenstuhl des Turms hängen zwei Kirchenglocken.
1834–43 wurde der Innenraum der Kirche durch Ludwig Hellner klassizistisch umgestaltet. Der Innenraum wurde mit einer Kassettendecke und mit umlaufenden Emporen ausgestattet. Ferner wurde ein Kanzelaltar mit seitlichen Chorschranken aufgebaut, der um 1965 vereinfacht wurde. Bei der Renovierung 1982 wurde durch Entfernung der Emporen unter dem Turm eine Winterkirche eingerichtet. Die von Christian Vater 1749 gebaute Orgel wurde 1824 an die Kirche St. Petri und Andrae in Hohenrode überführt. 1885 wird eine neue Orgel von der Orgelbau Becker angeschafft, die 1964 von Schmidt & Thiemann umgebaut wurde.